# SSEM
SSEM (Small Scale Experimental Machine) ili Baby ime je za računalo koje je bilo izgrađeno na Sveučilištu Manchester da bi se ispitala valjanost Williams-Kilburnove cijevi za sistemsku memoriju. SSEM je bilo ispitni stroj prije nego što je započeta konstrukcija računala Manchester Mark I.

## Vanjske poveznice
- Simulator SSEM-a na Internetu  Arhivirana inačica izvorne stranice od 2. rujna 2007. (Wayback Machine)